# Rettenmeyerina serrata
Rettenmeyerina serrata är en tvåvingeart som beskrevs av Carroll William Dodge 1968. Rettenmeyerina serrata ingår i släktet Rettenmeyerina och familjen köttflugor.
Artens utbredningsområde är Panama. Inga underarter finns listade i Catalogue of Life.